# Martinice u Onšova
Martinice u Onšova là một làng thuộc huyện Pelhřimov, vùng Vysočina, Cộng hòa Séc.